# Eulàlia Rodon i Binué
Eulàlia Rodon i Binué (Badalona, 1927 – Ídem, 17 de desembre de 2013) va ser una llatinista catalana.
Va ser catedràtica de filologia llatina i de llengua i literatura llatines a la Universitat de Saragossa. El 1961 va obtenir el premi Menéndez Pidal de la Reial Acadèmia Espanyola per la seva obra El lenguaje técnico del feudalismo en el siglo XI en Cataluña (1957). Va assistir i representar oficialment a Espanya a diversos congressos internacionals. Així mateix, va ser cofundadora de la Societat Espanyola de Lingüística i la primera secretària de la Revista Española de Lingüística. Autora també de nombroses publicacions sobre llatí medieval, lingüística general i filologia clàssica i moderna.